# Linia kolejowa nr 252
Linia kolejowa nr 252 – dawna linia kolejowa łącząca stację Zajączkowo Lubawskie ze stacją Lubawa.

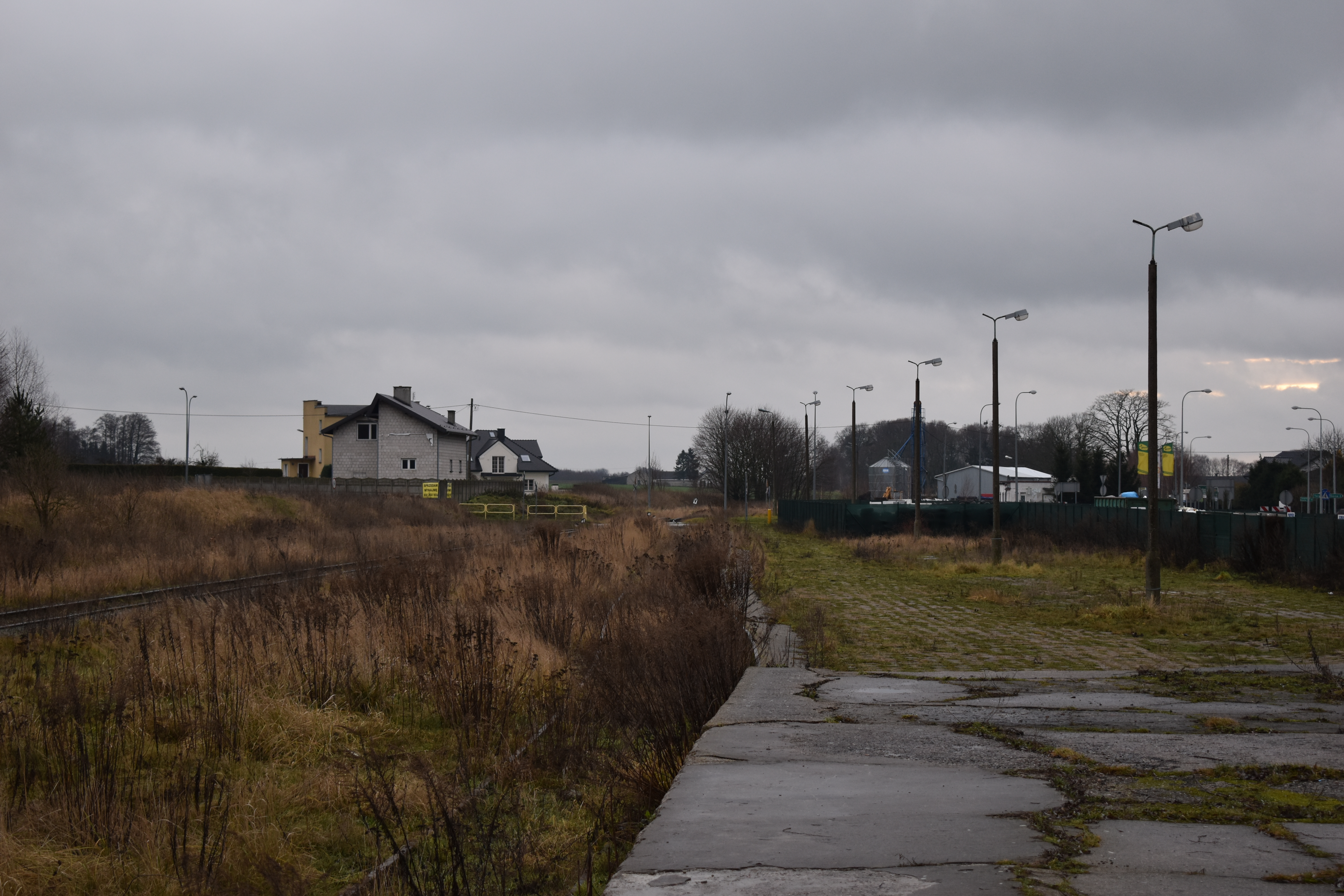
Peron w Lubawie

W relacji Zajączkowo Lubawskie - Lubawa do roku 1995 prowadzono ruch pasażerski, po czym został on zawieszony. Na stacji znajdowała się pełna infrastruktura kolejowa wraz z semaforami kształtowymi. Na początku XXI wieku linię przejęły władze samorządowe miasta Lubawa, chroniąc ją tym samym przed likwidacją. Przed miastem znajduje się, wybudowane w 2004 roku, odgałęzienie do zakładów Swedwood. Przed 2004 rokiem korzystano z terenu stacji Lubawa, gdzie rozładowywano wagony towarowe dla zakładów Swedwood i Szynaka Meble. Po roku 2013 tory zakładowe zostały rozebrane, kończąc tym samym eksploatację linii. 

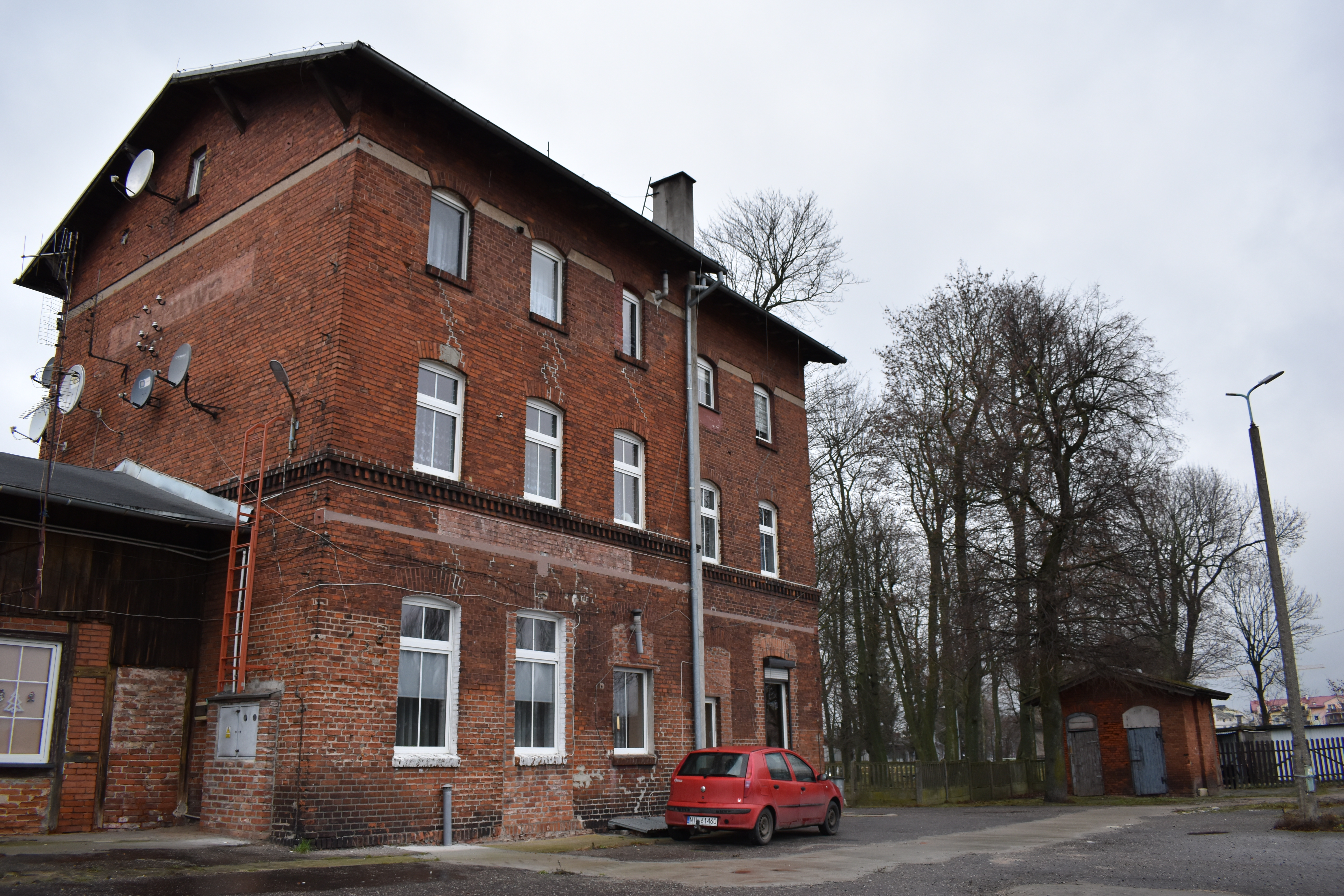
Budynek dworca w Lubawie